# Mircea
Mircea est un prénom masculin roumain. C'est une variante du prénom slave Mirče (Мирче), formé sur le mot "mir" qui signifie la paix. En roumain, deux prononciations sont possibles : [ˈmirt͡ʃe̯a] (comme « mirtchéa ») ou [ˈmirt͡ʃa] (comme « mirtcha »). Dans les deux cas, l'accent tonique est porté par la première syllabe.
Il est notamment porté par :
- Mircea Ier de Valachie,
- Mircea II le Jeune,
- Mircea III de Valachie
- Mircea IV Miloş, prince de Valachie
- Mircea V Ciobanul
- Mircea Albulescu (1931-2016), acteur, poète et journaliste roumain.
- Mircea Eliade (1907-1986), historien des religions roumain ;
- Mircea David (1914-1993), footballeur roumain ;
- Mircea Steriade (1924-2006), professeur de médecine québécois ;
- Mircea Costache II (1940-2016), handballeur international roumain
- Mircea Snegur (1940), président de la république de Moldavie ;
- Mircea Rădulescu (1941), footballeur roumain ;
- Mircea Lucescu (1945), footballeur roumain ;
- Mircea Goga (1948), philologue roumain ;
- Mircea Paraschiv (1954), joueur de rugby roumain ;
- Mircea Cărtărescu (1956), écrivain roumain ;
- Mircea Criste (1957), juriste et ambassadeur roumain ;
- Mircea Geoană (1958), homme politique roumain ;
- Mircea Rednic (1962), footballeur roumain.

Autres
- Mircea est le nom d'un trois-mâts roumain.